# Richmond Braves
De Richmond Braves is een Minor league baseballteam uit Richmond, Virginia. Ze spelen in de South Division van de International League. Hun stadion heet The Diamond. Ze zijn verwant aan de Atlanta Braves.

## Titels
De Braves hebben de Governors' Cup 4 keer gewonnen en er 10 keer voor gespeeld.
- 1959 - Verloren van de Havana Sugar Kings (bestaat niet meer)
- 1966 - Verloren van de Toronto Maple Leafs (idem.)
- 1976 - Verloren van de Syracuse SkyChiefs
- 1978 - Gewonnen van de Pawtucket Red Sox
- 1981 - Verloren van de Columbus Clippers
- 1983 - Verloren van de Norfolk Tides
- 1986 - Gewonnen van de Rochester Red Wings
- 1989 - Gewonnen van de Syracuse SkyChiefs
- 1994 - Gewonnen van de Syracuse SkyChiefs
- 2004 - Verloren van de Buffalo Bisons